# The Boy in the Plastic Bubble
The Boy in the Plastic Bubble (br: O menino da bolha de plástico / pt: O Rapaz na Redoma) é um filme estadunidense de 1976 feito para a televisão, do gênero drama, dirigido por Randal Kleiser e inspirado nas vidas de David Vetter e Ted DeVita, que devido à frágil imunidade que possuíam viveram em conteiners esterilizados, como uma espécie de bolha, que os protegiam de adquirir doenças.

## Sinopse
Baseado em história real, o filme conta a vida de Tod Lubitch, um rapaz com problemas imunológicos criado dentro de uma bolha de plástico, construída pela NASA, para protegê-lo de infecções.

## Elenco
- John Travolta.... Tod Lubitch
- Diana Hyland.... Mickey Lubitch
- Robert Reed.... Johnny Lubitch
- Ralph Bellamy.... Dr. Ernest Gunther
- Glynnis O'Connor.... Gina Biggs
- Karen Morrow.... Martha Biggs
- Buzz Aldrin.... Buzz Aldrin

## Principais prêmios e indicações
Emmy Awards 1977 (EUA)
- Diana Hyland venceu na categoria de Performance Extraordináriade de Atriz Coadjuvante em Comédia ou Drama.
- Indicado nas categorias de Melhor Edição de Som e Roteiro Original para Filme de Televisão -Programa Especial - Drama ou Comédia.